# Theodore Mackiw
Theodore Mackiw (ukrainisch Теодор Мацків; * 30. Mai 1918 in Strutyn, Ukraine; † 8. August 2011 in Albuquerque) war ein US-amerikanischer Historiker ukrainischer Herkunft.

## Lebenslauf
Mackiw geriet als sowjetischer Soldat während des Zweiten Weltkriegs in deutsche Kriegsgefangenschaft. Zum Kriegsende war er für eine internationale Organisation mit der Suche nach Personen befasst. 1950 schloss er ein Studium der Geschichte und Slawistik an der Universität Frankfurt mit einer mit Summa-cum-laude ausgezeichneten Promotion ab. Ab 1962 lehrte er an der University of Akron, ab 1973 als Professor. Er war auch Direktor der Soviet Area Studies. Nach seiner Emeritierung 1984 lebte er zunächst in Heidelberg, ab 2005 auch bei seinem Sohn Stephen Mackiw in Albuquerque. Er galt als der renommierteste Forscher zum Leben von Iwan Masepa.

## Schriften
- Mazepas Fürstentitel im Lichte seines Briefes an Kaiser Josef I. In: Archiv für Kulturgeschichte. Bd. 44 (1962), S. 350–356.
- Mazepa im Lichte der zeitgenössischen deutschen Quellen, Verlag Ukraine 1963.
- Ivan Mazepa, Hetman der Ukraine und Reichsfürst des Heiligen Römischen Reiches, 1639–1709: eine historische Skizze, Ukrainische Freie Universität 1984.
- Interpretation der ukrainischen Geschichte, 1984.
- Studien zu Nationalitätenfragen: Nr. 8/1992, Arbeits- und Förderungsgemeinschaft der ukrainischen Wissenschaften 1992, ISBN 3928687123, zusammen mit Zenowij Sokoluk.